# Cœur brisé
Pour la série télévisée, voir Cœur brisé (série télévisée).
Pour la maladie, voir Syndrome des cœurs brisés.

Cœur brisé par le milieu, symbole de la souffrance éprouvée. Unicode possède un caractère 💔 (U+1F494).

Le cœur brisé est une métaphore répandue, utilisée pour décrire la souffrance psychologique qui peut être ressentie à la perte d'un être cher, que ce soit à la suite de la mort, du divorce, de la séparation, de la trahison ou de l'amour non partagé. Ce sentiment peut être ressenti envers un membre de la famille, un conjoint, un amant, un ami proche ou même un animal de compagnie.
L'expression se réfère à la souffrance physique à la poitrine à la suite de la perte de l'être cher, mais aussi au traumatisme émotionnel en résultant, même quand il n'est pas associé à la souffrance corporelle. Bien qu'« avoir le cœur brisé » ne signifie généralement pas avoir un problème physique au cœur, il existe des cas, connus sous le nom de syndrome de tako-tsubo (aussi appelé syndrome des cœurs brisés) dans lesquels un stress émotionnel, par l'intermédiaire du cerveau, altère la fonction cardiaque.

## Approche psychologique et neurologique
Des recherches ont montré que l'expérience d'un cœur brisé provoque une intense souffrance psychologique similaire à celle d'une souffrance physique. Une étude menée en 2011 indique que les régions cérébrales activées lors d'une souffrance sensorielle s'activent également lors d'un rejet social ou d'isolement général. « Ces résultats prouvent que le rejet social « blesse » », explique le psychologue Ethan Kross de l'Université du Michigan, auteur de l'article,. Macdonald et Leary (2005) proposaient déjà un mécanisme commun entre réponse physique et émotionnelle, et notent que de nombreuses langues et cultures utilisent des termes comme « blessure » ou « cœur brisé » pour décrire l'exclusion, expliquant que ces expressions sont « bien plus que de simples métaphores ».